# Pretty Sihite
Pretty Sihite (* 21. Dezember 1996) ist eine indonesische Leichtathletin, die sowohl im Hindernislauf als auch über 1500 Meter antritt.

## Sportliche Laufbahn
Erste internationale Erfahrungen sammelte Pretty Sihite bei den Asienspielen 2018 im heimischen Jakarta, bei denen sie in 11:06,97 min den zwölften Platz belegte. Im Jahr darauf gewann sie bei den Südostasienspielen in Capas in 11:05,93 min die Bronzemedaille hinter der Vietnamesin Nguyễn Thị Oanh und Joida Gagnao von den Philippinen gewann.
2018 wurde Sihite Indonesische Meisterin im 1500-Meter-Lauf und 2019 siegte sie im 5000-Meter-Lauf und im Hindernislauf.

## Persönliche Bestleistungen
- 1500 Meter: 4:32,80 min, 25. September 2016 in Bogor
- 5000 Meter: 17:22,88 min, 4. Juli 2019 in Semarang
- 3000 m Hindernis: 10:46,97 min, 26. September 2016 in Bogor